# Huttonaea fimbriata
Huttonaea fimbriata é uma espécie de orquídea terrestre pertencente à subtribo Disinae, endêmica da África do Sul, em áreas onde sempre estão sujeitas às chuvas de verão, em florestas frescas dos sopés das montanhas. Floresce no final do verão mas nada se sabe sobre a polinização desta espécie. Não há informações exemplares em cultivo.
Crescem a partir de um tubérculo que origina plantas delicadas sem pilosidades, de caules que não passam de quarenta centímetros, com poucas folhas. A inflorescência não se ramifica e comporta poucas flores espaçadas ressupinadas, com sépalas verdes e pétalas unidas na base, com lâminas pubescentes e margens fimbriadas. O labelo é semelhante ao conjunto formado pelas pétalas. A coluna é curta, contém duas polínias com dois grandes viscídios bem afastados.